# Comunità Adsis
Le Comunità Adsis sono un'associazione internazionale di fedeli di diritto pontificio.

## Storia
Le comunità "Adsis" (dal verbo latino adsum, esserci) furono fondate nel 1964 a Bilbao dal sacerdote José Luis Pérez Alvarez per riunire uomini e donne desiderosi di dare comunitariamente testimonianza cristiana a giovani e poveri.
Il Pontificio consiglio per i laici riconobbe le comunità come associazione internazionale di fedeli di diritto pontificio il 30 agosto 1997.

## Attività e diffusione
L'associazione gestisce l'Università cattolica di Esmeraldas, centri di promozione per minoranze etniche, centri di formazione professionale, centri di orientamento per migranti, opere per l'infanzia e le famiglie, case di accoglienza per giovani, progetti di cooperazione allo sviluppo, cooperative per il commercio equo e solidale.
I membri si dividono in fratelli (uomini e donne che conducono vita fraterna in comunità dopo un percorso di catecumenato) e associati (che partecipano alle attività dell'associazione senza praticare la vita comune); l'associazione conta anche volontarie cooperatori.
L'associazione conta circa 1 500 membri, di cui 510 fratelli e sorelle di comunità, ed è presente in 7 nazioni d'Europa e America meridionale. La sede centrale dell'associazione è a Madrid.